# Alfredo Ángel Romano
Alfredo Ángel Romano (Montevideo, 2 d'agost de 1893 - ibídem, 22 d'agost de 1972) fou un futbolista internacional uruguaià que jugà 68 vegades amb la selecció de futbol del seu país entre 1911 i 1927, marcant 28 gols. Jugà la Copa Amèrica de futbol 8 vegades, guanyant en 5 oportunitats.
Romano també formà part de l'equip olímpic de l'Uruguai durant els Jocs Olímpics d'Estiu de 1924.
Pel que fa als clubs, Romano jugà al Nacional de Montevideo entre 1910 i 1930. Marcà 164 gols en 388 partits. El club va aconseguir 21 títols durant la seva època de jugador.

## Títols

### Club
- Primera Divisió de l'Uruguai: (9) 1911, 1915, 1916, 1917, 1919, 1920, 1922, 1923, 1924.
- Copa Competència: (7) 1912, 1913, 1914, 1915, 1919, 1921, 1923.
- Copa d'Honor: (5) 1913, 1914, 1915, 1916.

### Internacional
| Temporada | Equip   | Títol                 |
| --------- | ------- | --------------------- |
| 1916      | Uruguai | Campionat Sud-americà |
| 1917      | Uruguai | Campionat Sud-americà |
| 1920      | Uruguai | Campionat Sud-americà |
| 1924      | Uruguai | Jocs Olímpics d'Estiu |
| 1924      | Uruguai | Campionat Sud-americà |
| 1926      | Uruguai | Campionat Sud-americà |